# Герман Подольный
Герман Подольный (или Герман Пустынник) — инок, постриженик Кирилло-Белозерского монастыря. Год рождения — неизвестен. Умер предположительно в 1533 году. Предполагаемый автор описания рукописей Кириллова монастыря, составитель краткого летописца, т. н. «Германова сборничка». Автор посланий преподобному Нилу Сорскому, с которым был близок, а также Нилу Полеву. Однако его послания до нас не дошли.

## Биография
Биографические сведения о Германе Подольном крайне скудны. Неизвестен ни его год рождения, ни время его пострига, ни происхождение. По записи в «Сборничке» можно предположить его близость роду Сорокоумовых-Глебовых.
Вероятней всего он был пострижеником Кирилло-Белозерского монастыря, где им было составлено описание рукописей монастырской библиотеки. В монастыре и уже живя в своей пустыне, он был близок кругу преподобного Нила Сорского. Уверенно можно говорит и о его близких отношениях с князем-иноком Вассианом Патрикеевым. Безусловно, он придерживался нестяжательских взглядов и по мнению Н. К. Никольского относился к наиболее радикальной части нестяжателей.
Известно, что Герман покинул монастырь и некоторое время проживал в свой пустыне в округе Кириллова. Судя по тому, что составленная им опись не включает рукописей начала XVI века, произошло это в последнее десятилетие XV века. Предположительно в 1509 году Герман оказался в Подольном монастыре на Кубенском озере, от которого и получил своё прозвание. В округе Кубенского озера известен Подольный Никольский Успенский монастырь на реке Уфтюге, ныне не существующий. В 1764 году монастырь был упразднён и обращён в приход . Прохоров, следуя упоминанию Никольского, помещает монастырь Германа неподалёку от вологодского Спасо-Прилуцкого монастыря, что, по всей видимости, не совсем верно.
Германа называют основателем или игуменом Подольного монастыря, но и для этих утверждений особых оснований нет. История самого Подольного Успенского монастыря практически тоже неизвестна. Так же неизвестно, сколько времени он там пробыл. Упоминания о Подольном монастыре в германовом летописце встречаются с 1509 года, а сам летописец заканчивается 1510 годом.
Дата его смерти тоже предположительна. Она основана на сообщении рукописи № 1554 Погодинского собрания о кончине старца Германа в Кирилове монастыре 30 апреля 7041 (1533) года. Однако нет никакой уверенности, что речь идёт именно о Германе Подольном.

## Послания Герману Подольному
Не имея посланий самого Германа, мы, однако, располагаем посланиями ему от разных лиц, которые были переписаны им и включены в «Сборничек». Всего посланий четыре. Во-первых, это известное послание Нила Сорского. Далее, послание неизвестного автора «духовному моему старцу Герману» и два послания монаха Волоколамского монастыря Нила Полева.
Преподобный Нил в своём послании говорит Герману о необходимости отказаться от своеволия и жить по Писаниям. Собственно, это единственная тема послания. Преподобный извиняется за те горькие слова, которые он сказал Герману при встрече (очевидно, когда тот посетил старца в его скиту на Соре). По всей видимости, германово послание тоже содержало извинения. («Мнишь скорбь мне на тебя тех ради речей», — пишет Нил.) Судя по всему, спор касался ухода Германа из монастыря, и причины ухода были иными, чем в своё время у Нила Сорского (в письме он противопоставляет их). Поэтому преподобный говорит, что «не просто или якоже прилучится подобает нам творить дела каа, но по божественных Писаніихь и по преданію святыхъ отец, прежде — изъшествіе из монастыря» («Не просто так или как случится подобает нам осуществлять какие-либо дела, но по божественным Писаниям и по преданиям святых отцов, прежде всего — уход из монастыря»). Однако, Герман «истинно, а не притворено хощеши слово Божие слышати и творить е», потому и стал противоречить его намерению преподобный. Это послание несколько приоткрывает нам истинные причины ухода Германа из монастыря: не ради скитского уединения, а в силу каких-либо других причин и по своеволию покинул он обитель.
Известно ещё одно послание Герману, автор которого неизвестен. В послании «от благородного корене родившимуся… духовному моему старцу Герману» предпринимаются попытки убедить вернуться в неназванный в послании монастырь, который тот покинул по «своей слабости и своеволию». Автор послания, ссылаясь на своего старца, между прочим, убеждает Германа «не держать совета» с неким Пенкою, а само послание сохранить в секрете. Этим «Пенкою» может быть князь Даниил Александрович из удельных ярославских князей, который носил такое прозвище (князья Пеньковы), и вотчины которого располагались поблизости от Подольного монастыря.
Два послания волоколамского старца Нила Полева касаются споров Германа со сторонниками преподобного Иосифа Волоцкого. Письмо Германа Нилу, судя по ответу старца, тоже было полно извинений.

## Взгляды и деятельность старца Германа
Судя по текстам, вошедшим в «Сборничек», составителя интересовали вопросы о казнях еретиков, монастырского имущества и монашеского нестяжания, о церковном отлучении. Тема о церковном отлучении была актуальна в «нулевых» годах XVI века и связана с отлучением Иосифа Волоцкого новгородским архиепископом Серапионом. Безусловно, автор принадлежал к активным деятелям «партии нестяжателей». Некоторые замечания, занесённые на его страницы, говорят об активном участии его автора в полемике.
Столкновения с «осифлянами» Дионисием Звенигородским и Нилом Полевым произошли, по всей видимости, на почве конфликта из-за отлучения преподобного Иосифа, наложенное на него его владыкой Серпапионом. В ответ на резкости и колкости Германа, Нил Полев и написал своё послание. Полемически касается Нил и вопроса об отношении к еретикам. Упрекая Германа в попытке судить собор и епископов, он повторяет его слова: «Намъ судити не подобаетъ никого, ни верна, ни неверна, но подобает молитися за нихъ, в заточеніе не посылати». Безусловно, и этот острый на то время вопрос не раз затрагивался в полемике двух несогласных сторон.
Никольский, называя Германа «публицистом в духе Вассиана», предполагает его участие в написании известного «Ответа кирилловских старцев».